# Albert Burke
Albert Burke, né le 22 avril 1902 et mort le 21 novembre 1958 à Cannes, est un professeur et joueur de tennis franco-irlandais, actif durant les années 1920 et 1930.
Ayant remporté à deux reprises la Coupe Bristol, il fut l'un des meilleurs joueurs de tennis professionnel du début des années 1920 avec Karel Koželuh.

## Biographie

### Famille
Albert Burke est le fils du célèbre professeur Thomas Burke (1871-1921), originaire de Mullingar et de Mary Anne O'Callaghan de Dublin.
Thomas Burke est connu pour avoir entraîné Joshua Pim au Lansdowne Lawn Tennis Club de Dublin pendant les années 1890 et ce dernier a remporté à deux reprises le tournoi de Wimbledon. Il s'installe avenue de Neuilly à Paris en 1898, où il est embauché par le Tennis club de Paris puis à la Société des Sports de l'Île de Puteaux (S.S.I.P.). Il enseigne ainsi l'été à Paris puis pendant dix ans au Touquet et l'hiver à Nice puis à Cannes. Thomas Burke fut considéré comme le meilleur professionnel du début du 20e siècle et rivalisait avec certains des meilleurs amateurs du moment. Le 24 avril 1898, il participe à l'un des premiers tournois de tennis réservé aux professionnels à Paris sur courts couverts. Il gagne ses deux matchs contre Tom Fleming du Queen's Club et George Kerr du Fitzwilliam LTC de Dublin. En 1899, il perd une rencontre pro/amateur contre le tenant du titre du tournoi de Wimbledon Reginald Doherty (6-0, 6-1, 6-1). En juillet 1900, un tournoi sur terre battue est organisé à Paris pendant l'Exposition universelle, peu après les épreuves comptant pour les Jeux olympiques, que Burke domine en remportant ses trois matchs contre Fleming, Kerr et Charles Hierons. En mars 1903 a lieu à Nice une compétition dotée de 5000 francs rassemblant amateurs et professionnels. Les vainqueurs de chaque poules s'affrontent et R. Doherty triomphe une nouvelle fois sur Burke (1-6, 6-1, 6-0, 6-0). En 1916, il joue un match d'exhibition contre Suzanne Lenglen à Cannes. Thomas Burke est décédé en septembre 1921 à Montana en Suisse. Directeur des tennis du Carlton de Cannes, sa femme reprend à sa mort la direction avec Romeo Acquarone.
Albert Burke a un frère ainé, Thomas Patrick (1899-1970), qui a enseigné le tennis aux Etats-Unis, puis a été professeur à Cannes en 1931. Son frère cadet, Edmund (né en 1903) a été et finaliste du Professional Championship of the World en 1928 contre Robert Ramillon sur la terre battue du Queen's. Enseignant en Suisse au début des années 1920, il a rejoint son frère au Carlton puis s'établi au New Courts Tennis Club. Il a ensuite travaillé chez Marks & Spencer. Il a trois sœurs, Marie (1901), Elisabeth (1906) et Patricia (1918). La famille s'installe sur la Côte d'Azur et réside un temps rue Meyerbeer à Nice, puis à partir des années 1920, villa Nemosa à Cannes, boulevard Alexandre III.

### Parcours sportif
Alber Burke devient professeur en 1920 pour son père puis à son compte au Carlton Tennis Club à Cannes.
En sa qualité de champion d'Angleterre, il se fait connaître par ses rencontres face au champion de France professionnel, Henri Darsonval en 1922. Le premier match, arbitré par Lucien Gaudin, a eu lieu le 12 novembre au Sporting Club de Paris et a vue la victoire du français en trois manches (6-1, 6-4, 6-2). Darsonval remporte également la revanche à Cannes le 18 février 1923 en cinq sets (6-4, 6-8, 5-7, 6-4, 7-5).
En 1930, il se qualifie pour la phase finale du premier French Pro, équivalent pour les professionnels des Internationaux de France de tennis, organisé à Roland-Garros juste avant le Challenge Round de la Coupe Davis. Il remporte deux matchs sur trois et termine ainsi à la seconde place derrière Karel Koželuh. Il a atteint par la suite à trois reprises les quarts de finale de l'épreuve (1934 à 1936), battu deux fois par Martin Plâa.
Il se rend pour la première fois aux Etats-Unis en 1931 à l'occasion de l'US Pro. Il s'agit également de sa première expérience sur un terrain en gazon. Seul joueur étranger présent avec Koželuh, il fait forte impression avant de s'incliner honorablement en quart de finale contre Howard Kinsey (10-8, 8-10, 6-4, 6-4). Il y retourne l'année suivante et atteint de nouveau les quarts, match perdu cette fois-ci contre Bill Tilden. Celui-ci lui rend hommage dans son livre en le caractérisant comme « plein de vigueur et de force dynamique » et souligne son jeu fait « de frappes parfaites et élégantes ».
En octobre 1931, il participe à une importante exhibition au Palais des sports comptant pour le Tilden Tennis Tours, organisée par le promoteur Jeff Dickson. Il est accompagné de Bill Tilden, Karel Koželuh, Francis Hunter et Martin Plâa. En 1932, associé à Koželuh, il est sacré champion du monde du double sur terre battue à Berlin.
Il a été nommé entraîneur de l'équipe d'Italie de Coupe Davis en 1930 et de l'équipe de France en 1937 et 1938 avec Alfred Estrabeau. En 1936, il enseigne au Tennis Mirabeau dans l'école de Suzanne Lenglen.
Il a joué de nombreuses exhibitions, notamment contre le roi Gustave V de Suède, ou encore des champions amateurs tels que les Mousquetaires et Suzanne Lenglen. Connu pour avoir été le professeur des têtes couronnées et des stars de cinéma en villégiature sur la Riviera, ses principaux élèves furent au sein du Carlton Tennis Club, le prince Philip du Royaume-Uni, Umberto II d'Italie, Ali Khan, ainsi que les actrices Linda Christian et Rita Hayworth.
Il décède en 1958 à l'âge de 57 ans des suites d'une longue maladie.

## Palmarès
- Coupe Bristol
  - Vainqueur en 1924-1925
  - Finaliste en 1926-1929-1931

- Roland-Garros Pro
  - Finaliste en 1930

- Championnat du Monde Pro
  - Finaliste en 1925
- Tournoi de Deauville : vainqueur en 1927 et 1928